# Masz na imię Justine
Masz na imię Justine (ang. Your Name Is Justine) – polsko-luksemburski dramat obyczajowy z 2005 roku w reżyserii Wenezuelczyka Franco de Peñii.
Okres zdjęciowy: październik – grudzień 2004. Zdjęcia do filmu kręcono w następujących lokacjach: Łagiewniki k. Łodzi, Piotrków Trybunalski (Rynek Trybunalski, skrzyżowanie ulic Rycerskiej i Szewskiej), Łowicz (plac Koński Targ, zakład karny), Berlin i Luksemburg.

## Główne role
- Anna Cieślak – Mariola Szymańska
- Arno Frisch – Nico
- Rafał Maćkowiak – Artur Bald
- Dominique Pinon – „wujek Goran”
- Mathieu Carrière – Gunther
- Maciej Kozłowski – egzaminator w masarni
- Mariusz Saniternik – pijaczek na rynku
- Barbara Wałkówna – Barbara Szymańska, babcia Marioli
- David Scheller – Jurij

## Fabuła
Mariola marzy o lepszym życiu. Artur, jej chłopak mieszkający na stałe w Niemczech, proponuje krótkie wakacje, podczas których chce ją przedstawić swoim rodzicom. Po drodze mają przenocować u jego znajomych w Berlinie. Tam pojawiają się koledzy chłopaka, wręczają mu pieniądze. W ten sposób Mariola zostaje sprzedana jako prostytutka.

## Informacje dodatkowe
- Film został wystawiony przez Luksemburg jako kandydat do Oscara, ale został zdyskwalifikowany za zbyt mały udział tego kraju w produkcję filmu.

## Nagrody
2005:
- World Film Festival w Montrealu:
  - Wyróżnienie za „wkład artystyczny” – Arkadiusz Tomiak
- Festiwal Polskich Filmów Fabularnych w Gdyni
  - nagroda Prezydenta Gdyni za debiut aktorski – Anna Cieślak

2006:
- Międzynarodowy Festiwal Filmowy w Mons (Belgia)
  - nagroda za główną rolę kobiecą – Anna Cieślak
  - nagroda jury kobiecego
- Ogólnopolski Festiwal Sztuki Filmowej Prowincjonalia we Wrześni
  - nagroda za najlepszą rolę kobiecą – Anna Cieślak
- Lubuskie Lato Filmowe w Łagowie
  - Nagroda Fundacji Współpracy Polsko-Niemieckiej dla najlepszego filmu polskiego